# Virgilio Marchi
Virgilio Marchi (Livorno, 21 gennaio 1895 – Roma, 30 aprile 1960) è stato un pittore, scenografo e architetto italiano fu un esponente di spicco del secondo Futurismo nonché uno dei maggiori scenografi italiani..

## Biografia
Dopo aver frequentato l'Istituto Tecnico di Livorno e l'Accademia di belle arti di Lucca, risulta iscritto all'Accademia di belle arti di Siena dove resterà fino al 1912. Nel 1915 venne chiamato alle armi e a Sassuolo conobbe e divenne amico di Filippo Tommaso Marinetti, grazie al quale si avvicinò al movimento futurista. A Filippo Tommaso Marinetti progettò la sua villa di Capri nel 1927. I suoi disegni rappresentano così la sintesi estrema tra la cultura architettonica e urbanistica delle avanguardie come Antonio Sant'Elia e Mario Chiattone e la pura ricerca formale. Come architetto nel 1925 ristrutturò il Teatro Odescalchi dotandolo di un moderno impianto elettrico, la Casa d'arte Bragaglia e il Teatro degli Indipendenti, sviluppando anche il progetto di restauro delle antiche terme romane di Via degli Avignonesi a Roma.
Nel 1929 disegnò scene e costumi delle opere L'italiana in Algeri e La Cenerentola di Rossini. Nel 1930 iniziò la sua collaborazione con la Compagnia di Lamberto Picasso. L'anno seguente pubblicò Italia nuova mentre nel 1934 fu tra i partecipanti del Convegno Volta indetto dall'Accademia d'Italia. Tra il 1948 e il 1952 realizzò il Cinema Odeon di Livorno, all'epoca uno dei più grandi d'Italia e oggi sostanzialmente demolito.

## Il cinema
Dal 1935 in qualità di scenografo e fino al 1959 lavorò di circa sessanta film, saltuariamente operò anche alla realizzazione dei costumi.
Tra il 1940 e il 1942 curò la scenografia di 4 film di Alessandro Blasetti (Un'avventura di Salvator Rosa, La corona di ferro, La cena delle beffe, Quattro passi tra le nuvole) e di Un pilota ritorna di Roberto Rossellini.

## Filmografia
- Milizia territoriale, regia di Mario Bonnard (1935)
- Ballerine, regia di Gustav Machatý (1936)
- Regina della Scala, regia di Camillo Mastrocinque (1936)
- Non ti conosco più, regia di Nunzio Malasomma (1936)
- I due sergenti, regia di Enrico Guazzoni (1936)
- Condottieri, regia di Luis Trenker (1937)
- Il conte di Bréchard, regia di Mario Bonnard (1938)
- L'albergo degli assenti, regia di Raffaello Matarazzo (1938)
- Il marchese di Ruvolito, regia di Raffaello Matarazzo (1938)
- La conquista dell'aria, regia di Romolo Marcellini (1939)
- Un'avventura di Salvator Rosa, regia di Alessandro Blasetti (1940)
- La cena delle beffe, regia di Alessandro Blasetti (1941)
- La corona di ferro, regia di Alessandro Blasetti (1941)
- Pia de' Tolomei, regia di Esodo Pratelli (1941)
- Un pilota ritorna, regia di Roberto Rossellini (1942)
- L'avventura di Annabella, regia di Leo Menardi (1942)
- Quattro passi tra le nuvole, regia di Alessandro Blasetti (1942)
- Maria Malibran, regia di Guido Brignone (1942)
- Luisa Sanfelice, regia di Leo Menardi (1942)
- Lacrime di sangue, regia di Guido Brignone (1943)
- Sempre più difficile, regia di Piero Ballerini (1943)
- Vietato ai minorenni, regia di Mario Massa (1944)
- Ogni giorno è domenica, regia di Mario Baffico (1944)
- La fornarina, regia di Enrico Guazzoni (1944)
- Desiderio, regia di Marcello Pagliero (1945)
- Trent'anni di servizio, regia di Mario Baffico (1945)
- Sperduti nel buio, regia di Camillo Mastrocinque (1947)
- Dove sta Zazà?, regia di Giorgio Simonelli (1947)
- La macchina ammazzacattivi, regia di Roberto Rossellini (1948)
- Il barone Carlo Mazza, regia di Guido Brignone (1948)
- Monaca santa, regia di Guido Brignone (1948)
- Marechiaro, regia di Giorgio Ferroni (1949)
- Cielo sulla palude, regia di Augusto Genina (1949)
- Francesco, giullare di Dio, regia di Roberto Rossellini (1950)
- Margherita da Cortona, regia di Mario Bonnard (1950)
- Il nido di falasco, regia di Guido Brignone (1950)
- Contro la legge, regia di Flavio Calzavara (1950)
- Carcerato, regia di Armando Grottini (1951)
- Don Camillo, regia di Julien Duvivier (1952)
- Art. 519 codice penale, regia di Leonardo Cortese (1952)
- La presidentessa, regia di Pietro Germi (1952)
- Sul ponte dei sospiri, regia di Antonio Leonviola (1952)
- Prigionieri delle tenebre, regia di Enrico Bomba (1952)
- Europa '51, regia di Roberto Rossellini (1952)
- Umberto D., regia di Vittorio De Sica (1952)
- Eran trecento... (La spigolatrice di Sapri), regia di Gian Paolo Callegari (1952)
- Stazione Termini, regia di Vittorio De Sica (1953)
- Ti ho sempre amato!, regia di Mario Costa (1953)
- Il ritorno di don Camillo, regia di Julien Duvivier (1953)
- Perdonami!, regia di Mario Costa (1953)
- La corda d'acciaio, regia di Carlo Borghesio (1953)
- Donne proibite, regia di Giuseppe Amato (1953)
- Femmina, regia di Marc Allégret (1954)
- Pietà per chi cade, regia di Mario Costa (1954)
- Le due orfanelle, regia di Giacomo Gentilomo (1954)
- L'amante di Paride, regia di Marc Allégret (1954)
- Peppino e la vecchia signora, regia di Piero Ballerini (1954)
- L'oro di Napoli, regia di Vittorio De Sica (1954)
- La figlia di Mata Hari, regia di Renzo Merusi e Carmine Gallone (1954)
- Don Camillo e l'onorevole Peppone, regia di Carmine Gallone (1955)
- La tua donna, regia di Giovanni Paolucci (1955)
- I tre ladri, regia di Lionello De Felice (1955)
- Il bigamo, regia di Luciano Emmer (1956)